# 杜の市場
仙台場外市場 杜の市場（せんだいじょうがいいちば もりのいちば）は、宮城県仙台市若林区卸町にある商業施設。斎喜ビルが運営する。

## 概要
「東北の農村・漁村の再生」と「東北の食材の発信」をテーマに、仙台市中央卸売市場（北緯38度15分30.1秒 東経140度55分57.6秒 / 北緯38.258361度 東経140.932667度）の場外市場という位置づけとして自社が保有する倉庫を改修して開業。日本古来の対面販売による市場と、地中海沿岸部の明るく洗練された雰囲気のマルシェの融合を意識した店舗の配置となっており、鮮魚・水産加工店、青果・青果加工店、飲食店、物産店など29店舗が出店している。
当初は2011年（平成23年）3月末のオープンを予定していたが、3月11日に発生した東北地方太平洋沖地震（東日本大震災）の影響によって、約2ヵ月遅れとなる5月28日に開業した。

## アクセス
自動車
- 仙台東部道路・仙台東ICより 約8分
- 東北自動車道・仙台宮城ICより 約30分

バス
- 仙台市営バス・中央卸売市場正門前バス停より 徒歩3分

鉄道
- 仙台市地下鉄東西線
  - 卸町駅より徒歩17分
  - 六丁の目駅より徒歩16分